# Manfred Kridl
Manfred Kridl (ur. 11 października 1882 we Lwowie, zm. 4 lutego 1957 w Nowym Jorku) – polski historyk literatury. 

## Życiorys
Manfred Kridl urodził się we Lwowie w rodzinie oficera armii austriackiej narodowości czeskiej – Edwarda Józefa Kridla i Wiktorii z Załęckich. Tamże ukończył szkołę średnią i rozpoczął studia filologiczne na Uniwersytecie Lwowskim (polonistyka i romanistyka), po czym kontynuował studia we Fryburgu i Paryżu. Od samego początku pracy naukowej jego zainteresowania historyczno-literackie koncentrowały się na XIX wieku, a w szczególności na romantyzmie. Przejawiało się to i w wyborze tematu jego pracy doktorskiej (Stosunek Mickiewicza do Lamennais’ego w epoce towianizmu). Wykładowca Uniwersytetu Latającego w Warszawie. W 1907 rozpoczął pracę w charakterze nauczyciela w jednej z prywatnych warszawskich szkół. W 1908 wyszła jego obszerna praca Mickiewicz i Lamennais. Studium porównawcze. W 1909 uzyskał doktorat z filozofii na Uniwersytecie Lwowskim. W 1911 został członkiem I wydziału Towarzystwa Naukowego Warszawskiego, w latach 1912–1914 był sekretarzem Towarzystwa. W okresie pierwszej wojny światowej pełnił służbę w armii austriackiej. W roku 1919 po odzyskaniu przez Polskę niepodległości, przeszedł jako nauczyciel do szkolnictwa publicznego. 
Wykładał we Wszechnicy Polskiej. W 1921 habilitował się na Uniwersytecie Warszawskim, gdzie rozpoczął pracę. Praca habilitacyjna Kridla pt. Antagonizm wieszczów. Rzecz o stosunku Słowackiego do Mickiewicza ukazała się drukiem dopiero w 1925.
Jednym z rezultatów pracy Kridla w szkolnictwie średnim był obszerny podręcznik Literatura polska w. XIX, który był wydawany w Warszawie w latach 1925–1933. 
W 1929 Kridl został profesorem slawistyki na uniwersytecie w Brukseli, a po wydaniu w 1931 książki Główne prądy literatury europejskie. Klasycyzm, romantyzm, epoka poromantyczna w 1932 rozpoczął pracę na katedrze historii literatury polskiej na Uniwersytecie Stefana Batorego w Wilnie. W okresie wileńskim stworzył serię wydawniczą Z zagadnień poetyki, którą otworzył własną pracą Wstęp do badań nad dziełem literackim (Wilno, 1936). W serii tej ukazało się do 1939 sześć pozycji. Dokoła tych zagadnień teoretycznych Kridl skupił grupę uczniów, złożoną z absolwentów Uniwersytetu Warszawskiego i Wileńskiego. W okresie wileńskim, w latach 1933–1938 Kridl był również członkiem kolegium redakcyjnego Pamiętnika Literackiego. Sympatyzował z lewicowymi kręgami młodzieży. Działał politycznie: był przewodniczącym Klubu Demokratycznego w Wilnie (1937–1939). Protestował przeciwko wprowadzeniu w roku akademickim 1937/1938 getta ławkowego na wyższych uczelniach.
W 1940 poprzez Szwecję wyjechał do Brukseli, gdzie przez krótki czas wykładał jeszcze na uczelni. W wyniku działań wojennych przeniósł się do USA. Tam w 1945 wydał Literaturę polską na tle rozwoju kultury, które miało na celu przybliżenie polskiej kultury. Drugie, zmienione angielskie wydanie tej pracy A Survey of Polish Literature and Culture ukazało się w 1956. W USA początkowo pracował w małej żeńskiej uczelni Smith College w Massachusetts, a w 1948 objął katedrę im. Adama Mickiewicza na Uniwersytecie Columbia w Nowym Jorku. Finansowanie katedry przez rząd polski było przyczyną niechęci części Polonii amerykańskiej do Kridla, podejrzewanego o sympatię do komunizmu. Najważniejszymi dziełami wydanymi za granicą, w których tworzeniu brał udział Kridl była praca zbiorowa A. Mickiewicz – Poet of Poland i rozprawa o lirykach Słowackiego.
W 1956 Manfred Kridl przeszedł na emeryturę, jednak do końca życia kontynuował pracę dydaktyczną i naukową. Zmarł w Nowym Jorku, został pochowany w Dennis Port w stanie Massachusetts. Po śmierci Kridla Uniwersytet Columbia rozwiązał katedrę literatury polskiej.
Z małżeństwa z Haliną Kridl (z d. Meylert) miał dwoje dzieci: Andrzeja (Andrew) i Elżbietę (Elizabeth).

## Dzieła

### Prace Kridla
- Kridl, Manfred: Od trzeciego rozbioru do wystąpienia Mickiewicza (1795-1822) : podręcznik dla szkół średnich. Warszawa: Wydaw. M. Arcta, 1926. Brak numerów stron w książce
- Kridl, Manfred: Literatura na emigracji : podręcznik dla szkół średnich. Warszawa: Wydaw. M. Arcta, 1926. Brak numerów stron w książce
- Kridl, Manfred: Literatura w kraju po r. 1830. Warszawa: Wydaw. M. Arcta, 1930. Brak numerów stron w książce
- Kridl, Manfred: Od pozytywizmu do wielkiej wojny. T. 1, Główne prądy literatury europejskiej : okres pozytywizmu. Warszawa: Wydaw. M. Arcta, 1931. Brak numerów stron w książce
- Kridl, Manfred: Literatura polska (na tle rozwoju kultury). Nowy Jork: Roy Publishers, 1945. Brak numerów stron w książce
- Tradycje polskiej nauki o literaturze. Warszawa: Wydział Polonistyki Uniwersytetu Warszawskiego, 2008, s. 113-126. ISBN 978-83-89663-68-9.

### Prace o Kridlu
- E. Kridl Valkenier: Manfred Kridl: uczony, pedagog, działacz polityczny. Warszawa: Wydział Polonistyki Uniwersytetu Warszawskiego, 2008. Brak numerów stron w książce